# مارتا ری
مارتا ری (انگلیسی: Martha Raye; ۲۷ اوت ۱۹۱۶ – ۱۹ اکتبر ۱۹۹۴) یک هنرپیشه، و خواننده اهل ایالات متحده آمریکا بود. وی بین سال‌های ۱۹۳۴ تا ۱۹۸۹ میلادی فعالیت می‌کرد.

## گزیده فیلمشناسی
از فیلم‌ها یا برنامه‌های تلویزیونی که وی در آن نقش داشته‌است می‌توان به آثار زیر اشاره کرد.
- ازدواج به سبک وایکیکی (۱۹۳۷)
- به دلت بد نیار (۱۹۳۹)
- دختر پین‌آپ (فیلم) (۱۹۴۴)
- موسیو وردو (۱۹۴۷)
- کنکورد … فرودگاه ۷۹ (۱۹۷۹)
- باگالوها (۱۹۷۰–۱۹۷۲)
- آلیس (مجموعه تلویزیونی) (۱۹۷۹–۱۹۸۴)
- آلیس در سرزمین عجایب (فیلم ۱۹۸۵) (۱۹۸۵)